# Scidavis
SciDAVis (Scientific Data Analysis and Visualization) je multiplatformní software pro tvorbu grafů a analýzu dat.
Program byl uvolněn pod licencí GNU General Public License, SciDAVis je svobodný software.

## Cíl
SciDAVis je volně dostupná interaktivní aplikace zaměřená na analýzu dat a produkci kvalitních grafů vhodných pro publikace. Kombinuje snadné učení a intuitivní, uživatelsky přívětivé grafické rozhraní s mocnými vlastnosti jako je skriptovatelnost a rozšířitelnost. SciDAVis funguje na operačních systémech GNU/Linux, Microsoft Windows a Mac OS X; možno též ba jiných platformách jako třeba BSD, přestože to nebylo testováno.

SciDAVis je zaměřením podobný proprietárním programům pro Windows jako například Origin a SigmaPlot nebo též svobodným programům jako jsou QtiPlot, LabPlot a Gnuplot.

To, co staví SciDAVis mimo výše uvedené, je snaha zajistit uživatelům přívětivé a otevřené prostředí (v programu i v rámci projektu) stejně pro nové i zkušené uživatele. To také znamená, že se snažíme poskytnout uživatelům dobrou dokumentaci na všech úrovních, od uživatelského manuálu, přes návody až k podrobné dokumentaci API programu.
Rádi bychom podpořili uživatele, aby své zkušenosti s programem sdíleli s ostatními na našich diskuzních fórech a našich emailových konferencích.

## Vlastnosti
SciDAVis umí vytvářet různé typy 2D a 3D grafů a diagramů (jako například. čárový, bodový, sloupcový, koláčový a povrchové grafy) z dat načtených z ASCII souborů, ručně zadaných, nebo vypočtených pomocí vzorců. Data jsou uložena v tabulkách ve formě sloupců (obvykle hodnoty X a Y pro 2D grafy) nebo maticích (pro 3D grafy). Tabulky jsou, stejně jako grafy a poznámky uloženy v rámci tzv. projektu a mohou být uspořádána pomocí složek. Vestavěné možnosti analýzy dat zahrnují statistiku v řádcích/sloupcích, (de)konvoluci, FFT a FFT-filtry. Proložení dat křivkou může být provedeno uživatelsky definovanými nebo vestavěnými lineárními nebo nelineárními funkcemi, včetně vícevrcholového proložení (multi-peak fitting) založeném na GNU Scientific Library. Grafy mohou být uloženy jako obrázek do několika bitmapových formátů, PDF, EPS nebo vektorového SVG. Okno poznámek umožňuje přímé vyzkoušení matematických vzorců nebo volitelné skriptovatelné rozhraní v jazyku Python. Grafické uživatelské rozhraní programu používá Qt toolkit.

## Historie
SciDAVis byl založen Tilmanem Benkertem a Knutem Frankem v roce 2007 jako kopie programu QtiPlot, poté co došlo k neshodám s Ionem Vasiliefem, zakladatelem a hlavním vývojářem projektu. Franke uvedl, že předmětem  rozepře byly „cíle návrhu, správa zdrojů společenství okolo programu a správný způsob vydělávání peněz na projektu s otevřeným zdrojovým kódem“.
V roce 2008 vývojáři SciDAVisu a LabPlotu shledali, že „jsou jejich projektové cíle velice podobné“ a „rozhodli se úzce spolupracovat“ se záměrem sloučení kódu do společné podpůrné vrstvy, zatímco se budou udržovat „dvě grafická uživatelská rozhraní, jedno plně začleněno do KDE4 (pod názvem LabPlot 2.x) a jedno bez závislostí na prostředí KDE (řeklo by se čisté Qt) pro snadnější užití na více operačních systémech (pod názvem SciDAVis)“. K tomu ve skutečnosti nikdy nedošlo a o 10 let později oba projekty pokračují jako samostatné obdobné projekty bez jakéhokoli druhu (alespoň co se dotýče veřejné informovanosti o ní) spolupráce, sdíleného ujednání nebo prohlášení, slučování kódu, nebo jiného druhu spolupráce nebo spojeného úsilí. Po několikaletém pozastavení vývoje aktualizace SciDAVisu pokračují.
Historie verzí
- Červen 2007: Projekt SciDAVis je založen bývalými vývojáři programu QtiPlot jako fork tohoto projektu s cílem zavedení změn jak ve vzhledu tak funkcích programu a struktuře projektu.
- 2007-08-05: Release 0.1.0
- 2007-12-21: Release 0.1.1
- 2008-02-03: Release 0.1.2
- 2008-04-19: Release 0.1.3
- 2009-02-10: Release 0.1.4
- 2009-02-14: Release 0.2.0
- 2009-03-09: Release 0.2.1
- 2009-04-20: Release 0.2.2
- 2009-07-12: Release 0.2.3
- 2010-03-12: Release 0.2.4
- 2014-01-23: Release 1.D1
- 2014-02-05: Release 1.D4
- 2014-03-21: Release 1.D5
- 2014-08-26: Release 1.D8
- 2015-11-24: Release 1.D9
- 2016-06-05: Release 1.D13
- 2016-07-29: Release 1.14
- 2017-06-01: Release 1.17
- 2017-06-21: Release 1.18
- 2017-07-19: Release 1.19
- 2017-08-09: Release 1.21
- 2017-10-22: Release 1.22 [4] [5]